# Фјера ди Примијеро
Фјера ди Примијеро (итал. Fiera di Primiero) је насеље у Италији у округу Тренто, региону Трентино-Јужни Тирол.
Према процени из 2011. у насељу је живело 507 становника. Насеље се налази на надморској висини од 712 м.

## Становништво
Према резултатима пописа становништва 2011. у општини је живело 507 становника.
| 1936. | 1951. | 1961. | 1971. | 1981. | 1991. | 2001. | 2011. |
| ----- | ----- | ----- | ----- | ----- | ----- | ----- | ----- |
| 614   | 596   | 588   | 573   | 578   | 541   | 541   | 507   |

## Познате личности
Роћени у Фјера ди Примијеро
- Алојз Негрели (1799—1858), грађевински инжењер и пионир железнице